# زی‌لو
شهر زی‌لو (به آلمانی: Seelow) در ایالت برندنبورگ در کشور آلمان واقع شده‌است.